# Авилов, Борис Платонович
Борис Платонович Авилов (23.02.1877, Екатеринбург — после 1922 года) — преподаватель Уральского университета, участник уральской экспедиции Д. И. Менделеева в 1899 году.

## Биография
Борис родился 23 февраля 1877 года в Екатеринбурге в дворянской семье.
Закончил Екатеринбургскую мужскую гимназию, где обучался в 1886—1894 годах. В 1894—1898 годах обучался в Императорском Санкт-Петербургском университете. С 08.10.1898 по 18.10.1900 года обучался и окончил естественное отделение физико-математического факультета Казанского университета с дипломом 1-й степени.
Был чиновником акцизного ведомства в 1902—1904 годах. В 1904—1905 годах был призван на военную службу в звании прапорщика запаса. Затем работал в акцизном ведомстве в 1905—1914 годах.
19 июля 1914 года был мобилизован и находился на фронте до июня 1917 года в звании подпоручика (офицером для поручений при штабе 77-й дивизии). Затем был переведен в Главный химический комитет Главного артиллерийского управления, позднее причислен в войсковые химики и назначен артиллерийским приёмщиком в Саратове. В апреле 1918 года демобилизовался. Однако, в сентябре 1918 года вновь мобилизован в звании поручика (делопроизводитель при Главном санитарном управлении Сибирской армии). Взят красными в плен. На 13 марта 1919 года служил штаб-офицером при начальнике Санитарной части управления полевого санитарного инспектора при Главкоме. Взят красными в плен. На 1 февраля 1922 года стоял на особом учёте в Екатеринбургском ГВК.
Был начальником отдела в 1920—1922 годах, инспектором в отделе косвенных налогов с 1 декабря 1922 года в Уралпромбюро. Параллельно преподавал химию в Уральском горном училище в 1920—1922 годах. С 1922 года преподавал в Уральском университете, где вёл практические занятия по химии.

## Семья
Отец — Платон Владимирович Авилов (1844 — 22.10.1921), присяжный поверенный при Екатеринбургском окружном суде. В 1872 году Платон Владимирович был избран гласным городской думы Екатеринбурга. В 1874—1905 годах служил присяжным поверенным при Екатеринбургском окружном суде, работал с доверенностями, проводил операции с векселями (продажа и взыскание), с документами о купле и продаже недвижимости, с исками о неустойках. В 1905 году Совет присяжных поверенных Казанской судебной палаты объединил территории шести губерний, куда был определён. Был лидером Партии правового порядка, созданной в Екатеринбурге в 1905 году, являлся сторонником идеи конституционной монархии, сохранения единой и неделимой России, уравнения в правах крестьян с другими сословиями. П. В. Авилов работал с доверенностями, проводил операции с векселями (продажа и взыскание), с документами о купле и продаже недвижимости, с исками о неустойках. Должность присяжного поверенного была ликвидирована декретом СНК «О суде» от 22 ноября (5 декабря) 1917 года. Дом Авиловых был на Вознесенском проспекте 44, а также была дача Авиловых по адресу 1-я Мельковская 49. Платон Владимирович умер 22 октября 1921 года.
Старший брат Владимир Платонович Авилов в 1892—1896 годах обучался в Императорском Санкт-Петербургском университете, слушал лекции Дмитрия Ивановича Менделеева.
Младший брат Всеволод (1894—после 1931), который получил аттестат зрелости в 1912 году, закончил Рижский политехнический институт в 1918 году. В 1924—1926 годах неоднократно публиковался. На 1930 год был доцентом кафедры почвоведения УПИ. Был арестован 12.05.1930 и осуждён 28.06.1931 на 5 лет ИТЛ.

## Вклад в науку
В июне 1899 года, будучи студентом, принимал участие в уральской экспедиции Д. И. Менделеева, собирал минеральную коллекцию совместно с профессором Петром Земятченским по дороге из Екатеринбурга в Каменский завод, что отражено в книге «Уральская железная промышленность в 1899 году».